# مگس‌گیر گردن‌رگه‌ای
مگس‌گیر گردن‌رگه‌ای (نام علمی: Mionectes striaticollis) گونه‌ای از پرندگان تیرهٔ ژیان‌مرغان است.
در بولیوی، کلمبیا، اکوادور و پرو یافت می‌شود. زیستگاه‌های طبیعی آن جنگل‌های کوهستانی نمناک نیمه‌گرمسیری یا گرمسیری و جنگل‌های پیشین به شدت دگرگون‌شده است.

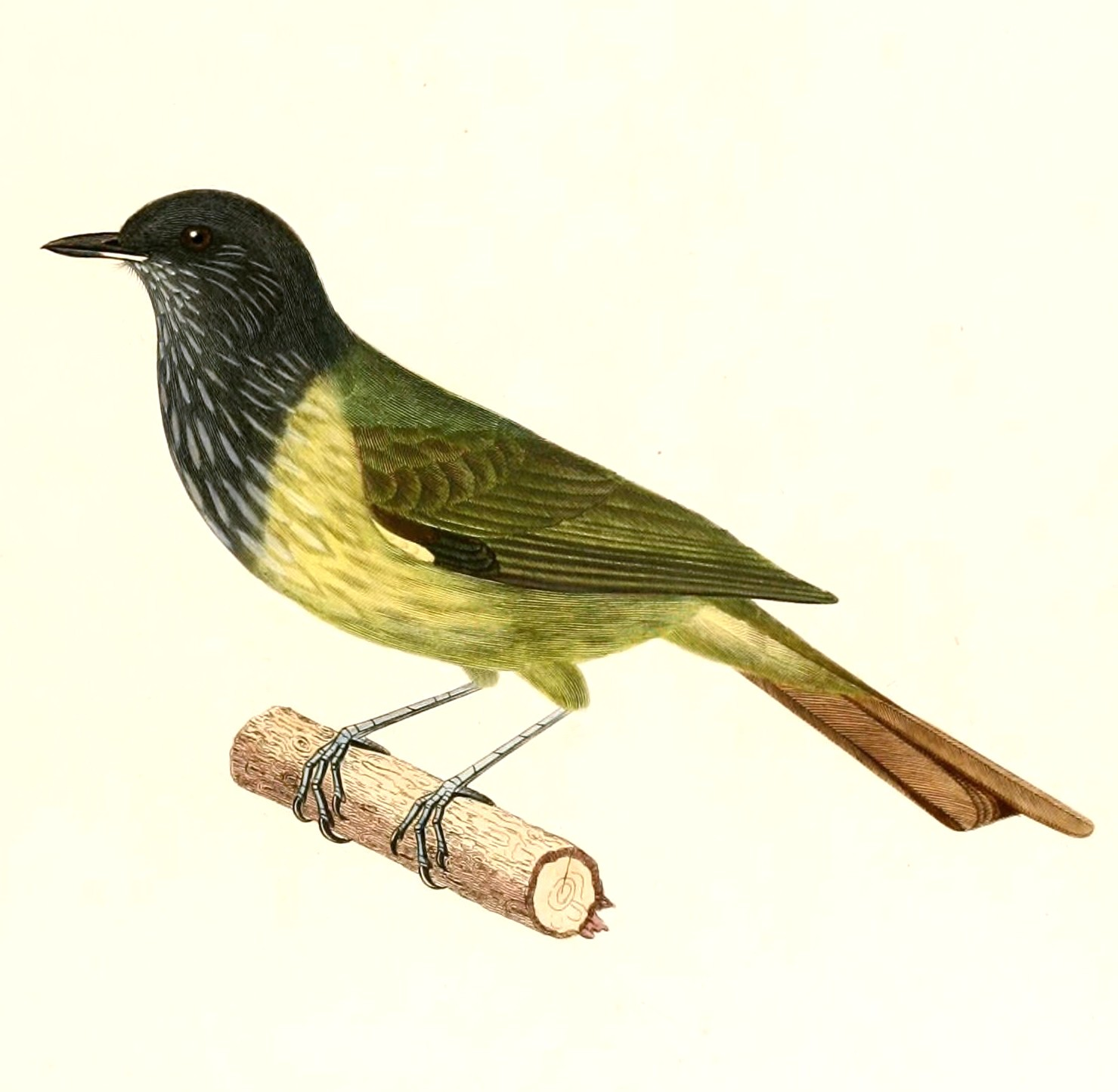
Muscicapa striaticollis